# Sri Lanka
Lo Sri Lanka (AFI: /sriˈlanka/, meno bene /zriˈlanka/; in singalese ශ්‍රී ලංකා, Śrī Laṅkā, /ʃriː laŋkaː/; in tamil இலங்கை, Ilaṅkai), ufficialmente Repubblica Democratica Socialista dello Sri Lanka, fino al 1972 ufficialmente Ceylon (/ˈsilon/ o /siˈlɔn/), è uno Stato insulare che si trova in Asia meridionale e occupa l'omonima isola al largo della costa sud-orientale del subcontinente indiano, nell'oceano Indiano. Per la sua forma particolare e la sua vicinanza alla costa indiana è stata soprannominata Lacrima dell'India. È parte del Commonwealth britannico. L'attuale capitale Sri Jayawardenapura Kotte, sede del parlamento dello Sri Lanka, è situata nell'area metropolitana dell'ex capitale Colombo, che è la più grande e popolata città del Paese e mantiene, ad oggi, alcuni ministeri e tutte le ambasciate.

## Etimologia
Nell'antichità, lo Sri Lanka fu conosciuto con diversi nomi. Gli antichi geografi greci la chiamarono Taprobana e gli arabi Serendib (da cui deriva il termine inglese "serendipity", serendipità). Dai portoghesi, che vi arrivarono nel 1505, fu chiamata Ceilão, da cui, per traslitterazione inglese, Ceylon (in passato adattato in italiano come Ceilon o Ceilan). Nel 1972 il nome del paese fu cambiato in "Repubblica libera, indipendente e sovrana dello Sri Lanka" (in singalese śrī laṃkā, AFI [ˌʃɾiːˈlaŋkaː]). Gli abitanti si riferiscono all'isola come “ලංකාව” (Sri Lanka).
Il nome attuale deriva dalla parola sanscrita laṃkā, che significa "isola risplendente", termine già usato negli antichi racconti epici indiani Mahābhārata e Rāmāyaṇa.

## Storia

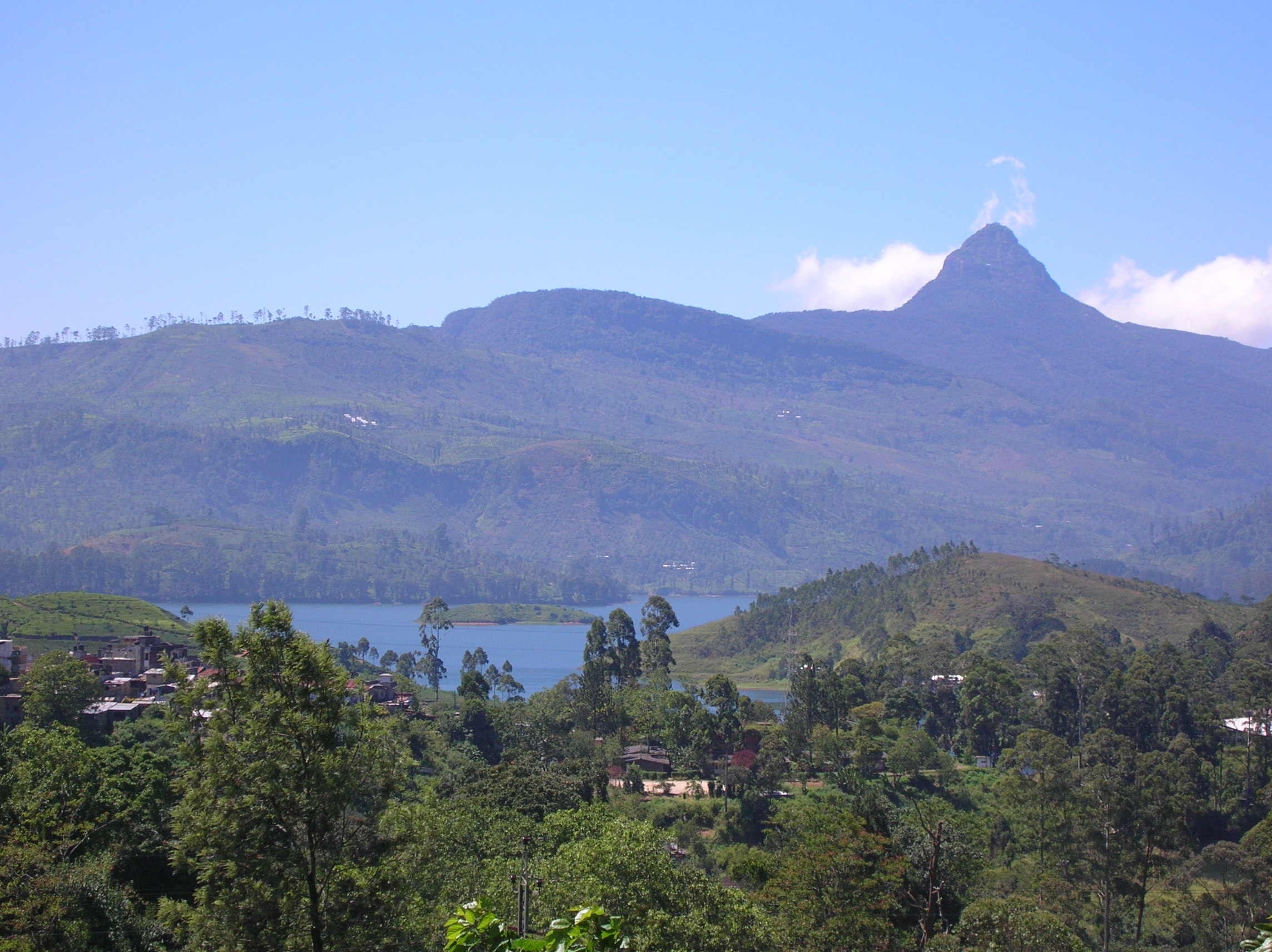
Il Picco d'Adamo

I primi abitanti furono i Vedda. I Singalesi giunsero nello Sri Lanka nel tardo VI secolo a.C. Il buddhismo fu introdotto inizialmente durante la metà del III secolo a.C., in contemporanea con uno sviluppo della civiltà con la creazione di città come Anurādhapura e Polonnaruwa (oggi importanti siti archeologici). Anche i Tamil dall'India meridionale si stabilirono nell'isola, l'entità e l'epoca precisa dell'emigrazione sono tuttora oggetto di dispute, ma attorno al XIII secolo c'era una considerevole presenza tamil nella zona settentrionale dell'isola e molte comunità di pescatori lungo le coste.
È però documentata, alla morte del re singalese Uṭṭiya di Anuradhapura, avvenuta nell'anno 286 dell'Era Buddhista, un'invasione dei Tamil provenienti dall'India del Sud che, espugnata la capitale Anurādhapura, regnarono per numerose decine di anni, fino a che il sovrano tamil Elāra, dopo quarantaquattro anni di regno, fu sconfitto e ucciso da Duṭṭhagāmaṇi, del principato sudorientale di Rohuṇa (Rohaṇa), che divenne così il nuovo re dell'isola nell'anno 101 a.C. I Tamil in Sri Lanka svilupparono una cultura distinta da quelli che si trovavano in India. I rapporti tra Tamil (dell'India e dello Sri Lanka) e Singalesi furono complessi, talvolta pacifici, talvolta bellicosi, con invasioni in entrambe le direzioni e fusioni tra i due popoli.
Dopo il regno Polonnaruwa, la capitale singalese fu spostata in diverse città nei secoli successivi. La capitale era a Sri Jayawardenapura Kotte quando i primi europei, nello specifico i portoghesi, sbarcarono per la prima volta sull'isola. Nel 1505 Lourenço de Almeida, finito fuori rotta a causa di una tempesta, approdò presso la città di Galle, nel Sud dell'isola, e fu l'apripista del dominio commerciale prima e politico dei lusitani, attratti dal commercio di spezie e cannella. Nel 1518 venne accordato il permesso di costruire un forte a Colombo, e per la fine del secolo i Portoghesi occuparono le regioni costiere, assicurandosi di fatto il controllo sull'isola.
I dominatori europei furono seguiti dagli olandesi nel XVII secolo. L'intera isola fu ceduta al Regno Unito nel 1796 e diventò una colonia della corona nel 1802. Ceylon divenne indipendente nel 1948. Il 26 settembre 1959 fu assassinato il primo ministro Solomon West Ridgeway Dias Bandaranaike, marito di Sirimavo Bandaranaike, prima donna premier al mondo, e padre di Chandrika Kumaratunga, entrambe diventate anni dopo primo ministro. Il 23 maggio 1972 Ceylon fu ufficialmente rinominato in Repubblica Socialista Indipendente dello Sri Lanka (in inglese Independent Socialist Republic of Sri Lanka). Nel 1982 fu altresì inaugurato il parlamento della nuova capitale Sri Jayawardenapura Kotte.
Le tensioni tra la maggioranza singalese e la minoranza di etnia tamil nel Nord del paese sfociarono in violenze a metà anni Ottanta in seguito a un attacco a soldati singalesi da parte delle Tigri per la Liberazione del Tamil Eelam. Ciò portò a disordini, con la morte, in soli tre giorni, a Colombo di un migliaio di Tamil, molti altri diventarono rifugiati. In seguito decine di migliaia di persone morirono in questo conflitto.

Un'elaborazione al computer del movimento dello tsunami dell'Oceano Indiano del 26 dicembre 2004

Nel dicembre 2001, dopo vent'anni di lotta, le Tigri Tamil e il governo hanno firmato insieme una tregua, con la Norvegia come mediatore del processo di pace (pur dichiarata colpevole di aver segretamente venduto armi alle Tigri Tamil). Le Tigri Tamil sono state dichiarate organizzazione terroristica dagli Stati Uniti e il Regno Unito seguito da 26 paesi dell'Unione europea, Australia, India e Canada. La presidente Chandrika Kumaratunga ha ammesso all'ONU che ci sono profonde discriminazioni radicate nella società singalese che portano al terrorismo, ma finora non è stato messo in atto nulla per garantire l'uguaglianza alla popolazione tamil. Il 26 dicembre 2004 le coste meridionali e orientali dello Sri Lanka sono state devastate da un violento maremoto. Il numero sembra essere di circa 40 000 morti, anche se risulta difficile stabilire il numero esatto delle vittime.
In seguito alla situazione di difficoltà creata dallo tsunami, gli scontri tra le Tigri Tamil e i militari si sono affievoliti enormemente, portando tutta la popolazione a gesti di generosità, pace e fratellanza. Questa situazione di estremo shock è stata però sapientemente utilizzata da una piccola cerchia di influenti uomini d'affari del paese per far approvare varie leggi dal carattere liberista che hanno portato a forti privatizzazioni sia di aziende sia di terre. Proprio i nuovi piani regolatori delle zone costiere hanno impedito la ricostruzione delle case e dei porticcioli precedentemente distrutti dal maremoto a favore invece della costruzione di nuovi impianti turistici. La maggior parte della popolazione che fu accolta in campi temporanei nell'entroterra, non poté quindi più far ritorno nelle zone costiere d'origine, perdendo non solo le proprie terre, ma anche la sua unica fonte di sostentamento, ossia la pesca. Questi nefasti eventi hanno riacceso la miccia degli scontri etnici. In ogni caso la maggioranza dei Tamil convive pacificamente con la maggioranza singalese presente all'interno del Paese.
Invece i ribelli Tamil si trovano in assetto separatista a est e, soprattutto, a nord. In quest'ultima regione, Tamil Eelam essi hanno costituito uno Stato "de facto" con propri organi di polizia, giustizia e fisco. Hanno appena 10 000 combattenti, confrontati con 250 000 governativi, ma sono finanziati dall'imponente diaspora Tamil in America, Canada, Regno Unito e Australia. L'organizzazione militare, durante l'attacco a Colombo a fine marzo 2007, ha potuto contare anche sull'appoggio aereo di un imprecisato numero di velivoli leggeri Zlín Z-143 modificati per trasportare bombe. Tali velivoli appartenevano alle "Air Tigers", la forza aerea Tamil che ne avrebbe avuto a disposizione un massimo di cinque. Le Tigri Tamil avevano già portato a termine con successo ardite incursioni navali con l'utilizzo di barchini esplosivi e attacchi kamikaze, ma queste operazioni aeree hanno mostrato un livello decisamente superiore rispetto a tutti gli altri movimenti insurrezionali che non sono mai riusciti a contrapporre un'"aviazione ribelle" a forze regolari. Al 2005 è in carica il presidente Mahinda Rajapaksa del Partito della Libertà, di impronta socialdemocratica e nazionalista e contrario alle concessioni nonché al federalismo del paese. Le Tigri Tamil vorrebbero un'ampia autonomia nella regione settentrionale, dove sorge la città di Jaffna.

### Fine della guerra civile e storia recente
La guerra civile, iniziata il 23 luglio 1983, venne combattuta tra il gruppo terroristico delle Tigri Tamil e il governo dello Sri Lanka. Dopo ben 26 anni, l'allora presidente dello Sri Lanka Mahinda Rajapaksa sconfisse le truppe delle Tigri Tamil militarmente, che dichiararono la resa il 17 maggio 2009. 
Dopo la campagna elettorale del 2010, il presidente Rajapaksa vinse le elezioni e diede il via allo sviluppo del paese, costruendo infrastrutture moderne per rilanciare il turismo.
Nel settembre del 2011, il governo dello Sri Lanka ha rimosso la normativa speciale sullo stato di emergenza, in vigore ininterrottamente dall'agosto 2005.
Il 9 luglio 2022, al culmine di una crisi economica e sociale, la popolazione della città di Colombo ha preso d'assalto il palazzo presidenziale, costringendo le massime cariche dello Stato alla fuga.
Il 20 luglio 2022, in seguito a una votazione del parlamento, il presidente ad interim Ranil Wickremesinghe viene eletto ufficialmente Presidente dello Sri Lanka.

## Geografia
L'isola di Sri Lanka si trova nell'Oceano Indiano, con il golfo del Bengala a nord-est, separata dal subcontinente indiano tramite il golfo di Mannar e lo stretto di Palk. Il ponte di Adamo, una stretta connessione di terra con l'India, che secondo la mitologia indiana fu costruito durante il regno di Rāma, è in gran parte sommerso con solo una catena di secche calcaree che sfiorano appena il livello del mare.
L'isola ha una forma a goccia ed è prevalentemente pianeggiante, le uniche montagne si trovano nella parte centro-meridionale di essa, tra le quali il Pidurutalagala, la cima più alta dello Sri Lanka con 2 534 metri di altezza, e lo Sri Pada. Il clima è equatoriale e nell'isola è presente una foresta pluviale che si estende nei territori pianeggianti.
Tra i fiumi, più numerosi nella regione montuosa, il più lungo è il Mahaweli, che sfocia nell'Oceano Indiano, seguito dal Kelani, che sfocia vicino a Colombo, dal Kala Oya e dall'Aruvi Uru che scorre a nord-ovest lungo una zona arida.
La capitale commerciale è Colombo, ma il parlamento ha sede nella vicina Sri Jayawardenapura Kotte che è la capitale amministrativa e legislativa. Altre città rilevanti sono Jaffna, Negombo, Galle e Kandy. È un fatto poco conosciuto che il più basso campo gravitazionale sulla Terra si trovi appena qualche chilometro al largo delle coste dello Sri Lanka.

## Politica
Il presidente della Repubblica, eletto direttamente dai cittadini con un mandato di 5 anni, è sia capo di Stato sia capo del governo, oltre a essere il comandante in capo delle forze armate. Il presidente è responsabile del suo operato di fronte al parlamento, che può rimuoverlo dall'incarico con un voto di due terzi dei componenti e il concorso della Corte Suprema. Il presidente nomina e dirige un Consiglio di ministri. Il vicepresidente è il Primo ministro, che guida il partito di maggioranza in parlamento.
Il Parlamento dello Sri Lanka è unicamerale, composto da 225 membri eletti con un mandato di sei anni in base a un sistema proporzionale a suffragio universale. Il presidente può convocare, sospendere, o chiudere un'udienza parlamentare e sciogliere il parlamento in qualsiasi momento se è in carica da almeno un anno. Il parlamento ha il potere legislativo. Lo Sri Lanka è membro del Commonwealth.
La Costituzione dello Sri Lanka (ශ්‍රී ලංකා ආණ්ඩුක්‍රම ව්‍යවස්ථාව) risale al 7 settembre 1978.

### Suddivisione amministrativa
Lo Sri Lanka è suddiviso in 9 province e 25 distretti:
|   | Provincia             | Capoluogo    | Distretti                                        |
| - | --------------------- | ------------ | ------------------------------------------------ |
| 1 | Centrale              | Kandy        | Kandy, Matale, Nuwara Eliya                      |
| 2 | Centro-Settentrionale | Anurādhapura | Anurādhapura, Polonnaruwa                        |
| 3 | Settentrionale        | Jaffna       | Jaffna, Kilinochchi, Mannar, Vavuniya, Mullativu |
| 4 | Orientale             | Trincomalee  | Ampara, Batticaloa, Trincomalee                  |
| 5 | Nord-Occidentale      | Kurunegala   | Kurunagala, Puttalam                             |
| 6 | Meridionale           | Galle        | Galle, Hambanthota, Matara                       |
| 7 | Uva                   | Badulla      | Badulla, Monaragala                              |
| 8 | Sabaragamuwa          | Ratnapura    | Kegalle, Rathnapura                              |
| 9 | Occidentale           | Colombo      | Colombo, Gampaha, Kalutara                       |

### Commonwealth delle nazioni
Dal 15 al 17 novembre 2013, si è tenuto il 23º Commonwealth Heads of Government Meeting (CHOGM) a Colombo, riunendo i 52 capi di ciascuno Stato appartenente al Commonwealth delle nazioni, incluso lo Sri Lanka.

## Società

### Demografia
Circa il 75% degli abitanti dello Sri Lanka appartiene alla maggioranza singalese, che è prevalentemente buddhista e in particolare di tradizione Theravada. L'altro maggiore gruppo sull'isola è quello dei Tamil che costituisce il 18% della popolazione. I Tamil sono prevalentemente induisti e vivono in maggioranza nella parte settentrionale e in quella orientale del Paese. Sia il singalese sia il tamil hanno lo status di lingue ufficiali sin dall'accordo fra India e Sri Lanka del 1989. Le lingue ufficiali sono il singalese, il tamil e l'inglese, che è lingua largamente parlata e compresa. Tutte e tre le lingue sono utilizzate sia in ambito educativo sia amministrativo. Ma l'inglese vanta una posizione dominante nei rapporti commerciali.
Con un alto tasso di alfabetizzazione del 92% e il 66% della popolazione che ha frequentato le scuole superiori, lo Sri Lanka è lo Stato sud-asiatico con il maggior numero di abitanti in grado di leggere e scrivere e può vantare un primato fra i Paesi in via di sviluppo. La scuola dell'obbligo, della durata di 11 anni, è completata dal 90% degli studenti.

### Religione
Il buddhismo theravada (70,2%) e l'induismo (12,6%) sono le religioni predominanti, seguite per diffusione dall'islam (9,4%) (dei quali la maggioranza parla tamil, in maggioranza sunniti, del totale il 7%), e cristianesimo (7,8%) di cui del totale 6,8% cattolici e 1% protestanti.
- buddhisti theravada: 70,2%
- induisti: 12,6%
- musulmani: 9,4%
  - sunniti: 7,0%
  - sciiti: 2,4%
- cristiani: 7,8%
  - cattolici: 6,8%
  - protestanti: 1,0%
- altro: 0,2%

### Etnie
Le minoranze etniche comprendono i burgher (1%), di discendenza mista asiatico-europea, e i vedda (o wanniyala-aetto o veddah), i pochi discendenti dei primi abitanti dell'isola. Nell'isola vi è anche una piccola minoranza zoroastriana, originaria dell'India (parsi) e giunta in Sri Lanka durante il periodo britannico.

## Istruzione

### Università
L'Università di Colombo è stata fondata nel 1921 come Ceylon University College.

## Economia

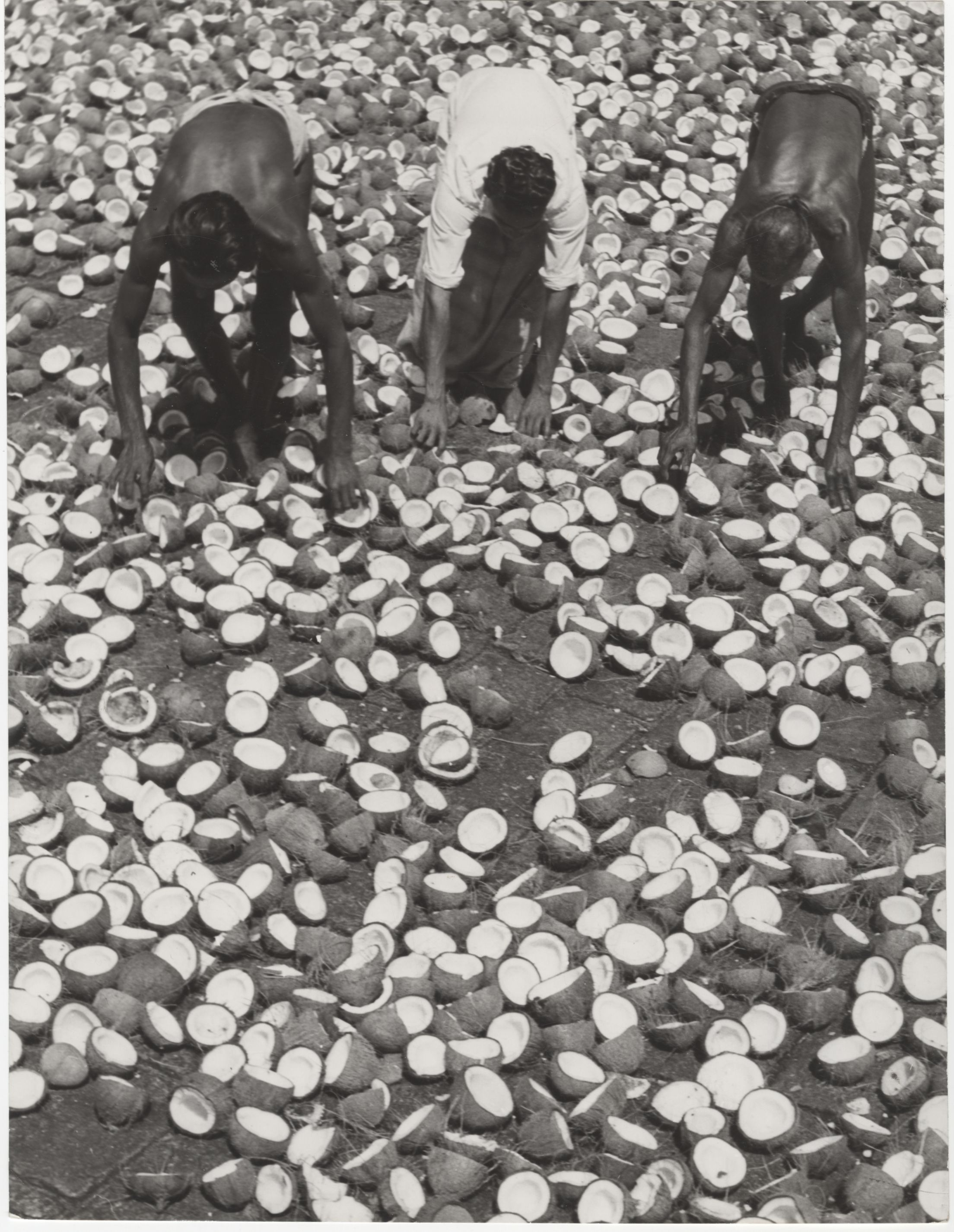
Produzione di copra (cocco essiccato usato per produrre olio) nel 1958

Famoso per la cannella e soprattutto per il tè, lo Sri Lanka, moderatamente socialista dopo l'indipendenza, negli ultimi vent'anni ha aumentato le privatizzazioni e si è mosso verso un'economia di mercato e un commercio orientato alle esportazioni. Il tè e la gomma, il legno e il cocco sono ancora importanti nell'economia del paese, ma i settori più dinamici sono l'industria alimentare, il tessile e il vestiario, le telecomunicazioni, quello assicurativo e quello bancario. Dal 1996 le piantagioni costituiscono solo il 20% delle esportazioni (93% nel 1970), mentre il tessile e l'abbigliamento costituiscono il 63%.
Il PIL crebbe con un tasso medio annuale del 5,5% durante gli anni novanta finché una siccità e il deterioramento della sicurezza diminuirono la crescita al 3,8% nel 1996. L'economia si riprese nel 1997-2000 con una crescita media del 5,3%. Ma nel 2001 ci fu la prima contrazione nella storia del paese, dovuta a una combinazione di fattori: carenze di energia, gravi problemi di bilancio, la crisi economica globale, e il conflitto etnico in corso. Comunque, attualmente ci sono segnali di ripresa, dopo che il governo e le Tigri Tamil hanno firmato un cessate il fuoco nel 2002. La Borsa di Colombo ha avuto la più grande crescita del 2003 in Asia. Nel corso del 2006 la crescita economica è stata del 7%, analogo è stato il rilancio del turismo. Nel 2012 lo Sri Lanka ha il più alto reddito pro-capite nell'Asia meridionale: 6 046 US$ (a parità di potere d'acquisto), quasi il doppio dell'India.
La superficie boschiva è scesa dall'80% del territorio nel XIX secolo al 50% nel 1948, al 25% degli anni 2000; contemporaneamente, la popolazione è triplicata nel dopoguerra.
Il principale aeroporto nazionale è l'aeroporto Internazionale Bandaranaike, base della compagnia di bandiera SriLankan Airlines. Le ferrovie sono gestite da Sri Lanka Railways.
Nel maggio del 2022, per la prima volta da quando la nazione ha conquistato l'indipendenza nel 1948, il governo ha dovuto dichiarare il default, in seguito a una crisi economica e all'impossibilità di pagare il debito estero.
La Banca centrale dello Sri Lanka regolamenta le finanze dello stato asiatico.

## Cultura

### Letteratura
Una delle più rilevanti opere letterarie è il poema epico Mahavamsa: narra la storia dello Sri Lanka, a partire dalle sue origini leggendarie.
La letteratura singalese si afferma, in particolare, nel XX secolo con scrittori quali Martin Wickramasinghe, spesso considerato come uno dei padri della moderna letteratura singalese, con Anagarika Dharmapala, scrittore ed esponente del movimento nazionalista buddhista non-violento cingalese, e con Rajiva Wijesinha: i temi delle diverse opere letterarie singalesi sono molto spesso incentrati sulla cultura e la vita del popolo dello Sri Lanka.

### Musica
Nel campo musicale si può ricordare la figura di Nanda Malini, considerata spesso la cantante dello Sri Lanka di maggior talento. Esponente della musica artistica singalese è Ananda Samarakoon.
Importante nella scena mondiale la band Heavy metal degli Stigmata.

### Arte
L'arte, negli ultimi secoli, è sempre stata improntata a un carattere sacro. Le due costruzioni tipiche furono il dagoba, un santuario contenente le reliquie del santo, a forma di campana, la cui entrata avviene tramite una gradinata fiancheggiata da due balaustre e vigilata da due guardiani di pietra che custodiscono la mitica pietra lunata, e il bodhi-gara, ossia un recinto decorato includente l'albero sacro, il bodhi, sotto il quale il Buddha raggiunse l'illuminazione. In Anurādhapura sono conservati i resti di un monastero alto nove piani, caratterizzato da una cupola di bronzo, invece al Sigiriya vi sono le tracce di una splendida reggia includente gli affreschi di 21 dame in corteo.. Nel contesto artistico spicca la figura di Ananda Coomaraswamy, tra i principali studiosi dell'arte indiana.

### Patrimoni dell'umanità
Diversi siti dello Sri Lanka sono stati inseriti nella Lista dei patrimoni dell'umanità dell'UNESCO.

### Cinema
In campo cinematografico spicca la regista Vimukthi Jayasundara, che ha diretto Sulanga Enu Pinisa, film vincitore nel 2005 della Caméra d'or per la miglior opera prima al Festival di Cannes.

## Tecnologia

### Sri Lanka nello spazio
- 17 aprile 2019: viene lanciato Raavana 1, il primo satellite dello Sri Lanka.[35]
- In ambito spaziale ricordiamo la figura del fisico Sarath Gunapala.

## Gastronomia
La cucina singalese è una delle più caratteristiche cucine dell'Asia meridionale, con influenze in parte della cucina indiana.
Il riso rappresenta una parte importante nella gastronomia del paese, così come anche il curry piccante consumato di solito a pranzo e a cena. In passato invece ebbero una parte rilevante le spezie.
Una tipica torta al cocco dello Sri Lanka è il bibikkan.

## Sport

### Cricket
Uno degli sport più popolari in Sri Lanka è il cricket: nel 1996 la Nazionale di cricket dello Sri Lanka si aggiudicò il titolo mondiale. Altro sport abbastanza diffuso è la pallavolo.

### Giochi olimpici e paralimpici
Lo Sri Lanka ai Giochi olimpici ha finora ottenuto due argenti: prima medaglia olimpica fu l'argento da parte di Duncan White, nell'atletica leggera, a Londra 1948. Fu conquistata da Dinesh Priyantha, la prima medaglia d'oro per lo Sri Lanka, nell'atletica, ai XVI Giochi paralimpici estivi di Tokyo 2020.

### Calcio
In campo calcistico la Nazionale di calcio dello Sri Lanka vanta la vittoria nella South Asian Football Federation Cup del 1995 e un secondo posto nella AFC Challenge Cup 2006.

### Alpinismo
- 21 maggio 2016: Jayanthi Kuru-Utumpala è la prima donna singalese ad aver toccato la vetta del monte Everest.

## Ricorrenze nazionali
| Data       | Nome                                     | Significato |
| ---------- | ---------------------------------------- | --- |
| 4 febbraio | Giorno dell'indipendenza dello Sri Lanka | Festa nazionale: indipendenza dal Regno Unito, nel 1948                                                                       |
| 27 ottobre | Giorno di Sant'Andrea di Caltagirone     | Commemora le gesta miracolose di Sant'Andrea, conosciuto per guarire magicamente le paralisi dei bambini disabili srilankesi. |